# Walter Zevallos
Walter Zevallos (Nazca, 15 de abril de 1973) é um ex-futebolista profissional peruano que atuava como defensor.

## Carreira
Walter Zevallos fez parte do elenco da Seleção Peruana de Futebol da Copa América de 2001.[carece de fontes?]